# Páramo del Sil
Páramo del Sil is een gemeente in de Spaanse comarca El Bierzo van de provincie León in de autonome regio Castilië en León met een oppervlakte van 190,17 km². Páramo del Sil telt 1.381 inwoners (1 januari 2016).